# Stația de emisie Galbeni

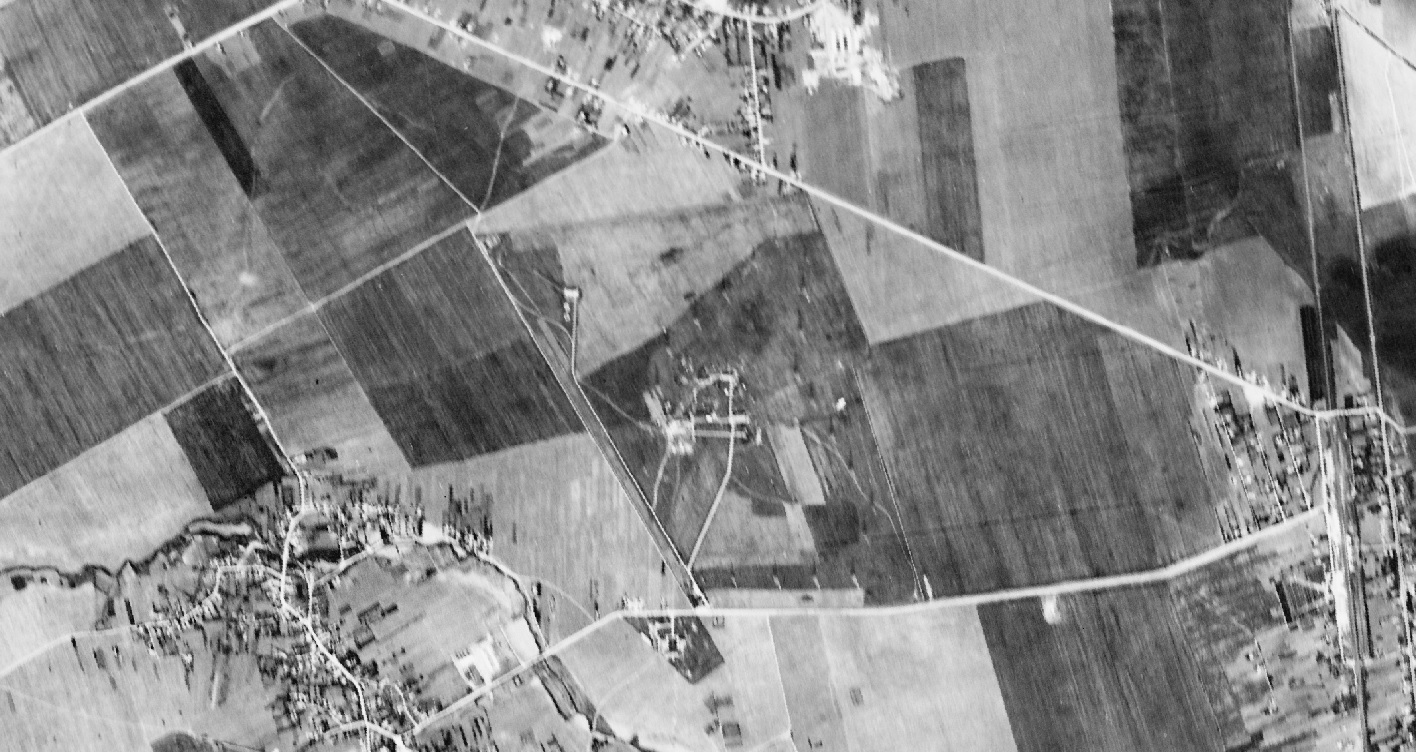
Stația radio văzută dintr-un satelit de spionaj en al Central Intelligence Agency în 30 mai 1968.

Stația de emisie Galbeni (abreviere radioamatori GAL, după nomenclatorul RADIOCOM Centrul de emisie Galbeni) este o stație de transmisiuni radio pe unde scurte și medii, aflată în localitatea Galbeni, comuna Filipești din județul Bacău. Transmite local Radio România Actualități pe frecvența de 1179 kHz și mondial Radio România Internațional pe frecvențe alocate periodic. În trecut a fost unicul transmițător în unde medii pentru Radio Moldova Internațional. Se află în proprietatea și administrarea Societății Naționale de Radiocomunicații, prin sucursala Direcția de Radiocomunicații Iași (D. R. Iași). 

## Istoric
| Imagine indisponibilă |  | Imagine indisponibilă                                                                       |
| Informare a Central Intelligence Agency (CIA) din 2 octombrie 1953 despre posibila construcție a unei stații radio și a unui aerodrom lângă Galbeni |  | Informare a CIA din 2 aprilie 1964 despre bruiajul posturilor de radio americane în România |

### Context
După începerea emisiei Radio România (1928), principala preocupare a fost instalarea de stații radio pentru asigurarea recepției pe teritoriul țării: emițătorul Băneasa (București, 1929), stația Bod (Brașov, 1934) de putere pe unde lungi pentru zona Transilvaniei, emițătorul București II (Tâncăbești, 1943), toate având aparatură de la Marconi Company⁠(d) din Regatul Unit potrivit unui autor. După 1945 instalațiile au fost înlocuite cu cele importate din URSS iar anumiți angajații au fost specializați acolo.

### Construcție
Centrul de Radio Moldova din Galbeni, Regiunea Bacău, aflat în proprietatea Ministerului Poștelor și Telecomunicațiilor, a fost construit de către lucrători ruși din URSS. Potrivit unui fost angajat al stației intervievat, în 1952 exista Șantierul Național de Radiodifuziune de la Galbeni, cu indicativul UD 1-2. Acesta avea un centru de emisie pe unde scurte cu două stații de putere de 120 kW de tip sovietic asociate cu un câmp de antene complex. Potrivit unui raport al Central Intelligence Agency din 1953, câmpul de antene era format din 24 de stâlpi din țeavă de oțel cu un diametru de un metru, 10 metri înălțime și îngustați spre vârf, cu distanțe între fiecare între 4 și 4,5 metri la baze și ancorați în beton armat. Se aflau poziționați pe partea stângă a intrării în perimetru și într-o zonă nivelată, pentru a forma șase pătrate separate, cu laturile de trei până la patru metri.
Mai târziu, centrul avea în componență:
- o stație de radio pe unde medii cu acoperire locală, care acoperea regiunea Moldovei;[3]
- două emițătoare pe unde scurte de putere mare pentru acoperirea teritoriului din afara României.[3]

Alimentarea instalațiilor a fost realizată inițial cu 4 grupuri electrogene de 600 cai putere și două grupuri de 400 de cai putere, ulterior fiind conectate la o linie electrică.

### Funcționare

#### Stație radio publică și de bruiaj

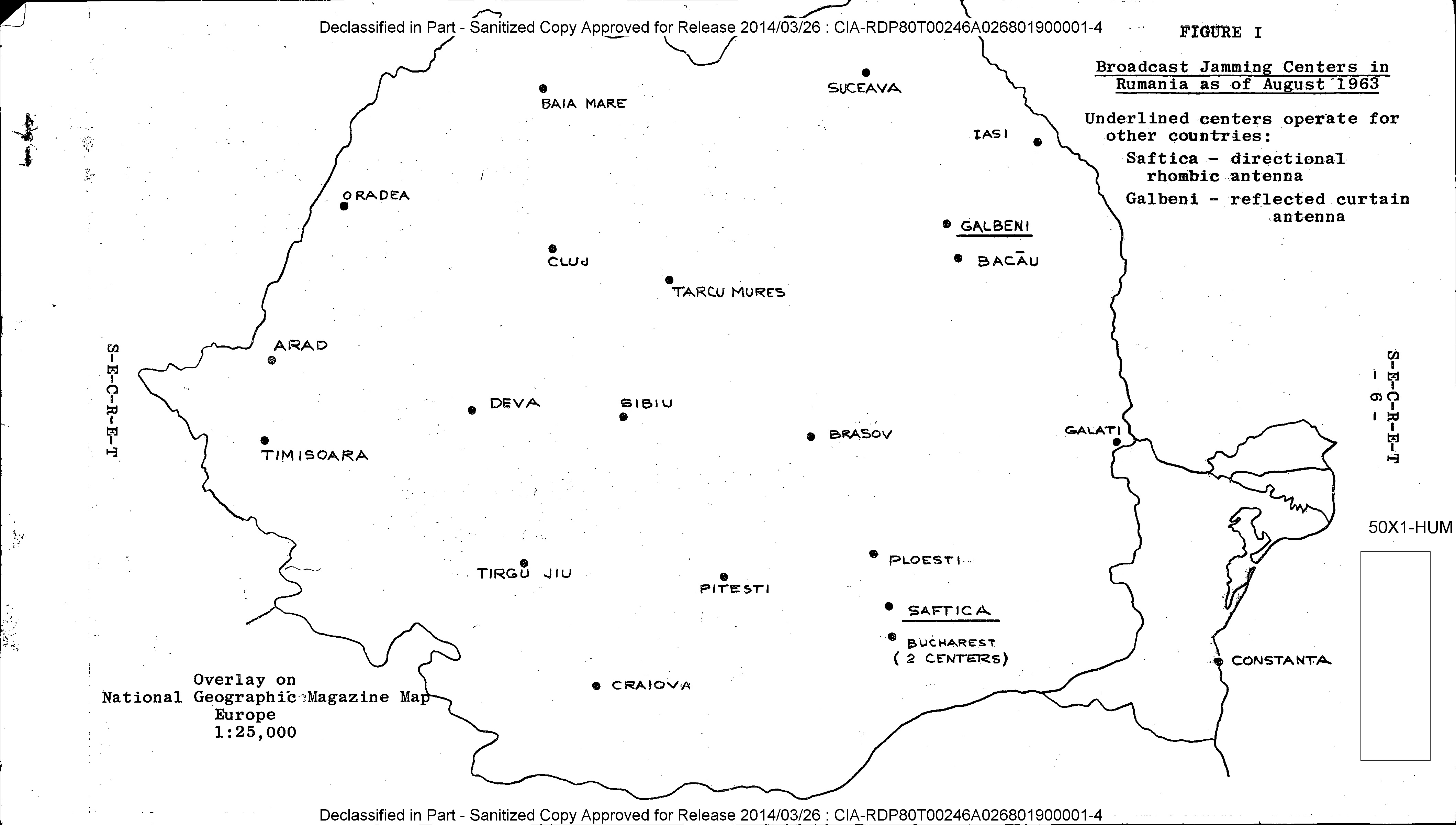
Hartă a stațiilor radio de bruiaj, după informațiile CIA în 1964

Programul radio era transmis de la studiourile Societății Române de Radiodifuziune din București prin cablu, dar exista și un studio de rezervă pentru transmisiuni independente în caz de neprevăzut.
Potrivit fostului inginer-șef al stației, Ioniță Bujor, specializat la Facultatea din Odesa (URSS), câmpul de antene deservea toate direcțiile geografice, unde în funcție de direcția ce trebuia acoperită se alegea o antenă specifică și se difuza programul (transmisie dirijată cu antene în perdea⁠(d)). În condițiile în care transmisiunile pentru afara României nu se realizau ziua, a fost introdus bruiajul radio local pentru zonele unde se putea lucra cu eficiență, prin antene unidirecționale și emițătoare de putere mică (1–2 kW) montate în orașele importante. Bruiajul la distanță, ineficient pentru suprafața României prin reflexia undelor radio în ionosferă către zone îndepărtate și de suprafață mare, nu a fost introdus. Într-o colaborare cu URSS, frecvențele și direcțiile erau ordonate de către Ministerul de Interne, fiind necesare acoperirea anumitor ore.
În ianuarie 1968, sub Ministerul Poștelor și Telecomunicațiilor, Centrul de radio Moldova a fost redenumit Direcția de radio și televiziune Iași, cu sediul la Iași.
Câmpul de antene de unde decametrice a fost pus în funcțiune în iunie 1969, potrivit RADIOCOM.

#### După 1989
În iunie 1993, stația radio, care asigura retransmiterea Radio București și comunicațiile telex⁠(d) pentru o mare parte a Moldovei, a fost debranșată timp de 22 de ore de la Sistemul Energetic Național de către filiala Bacău a RENEL din cauza neplății unor datorii. Drept urmare, recepția locală a Radio România Actualități (RRA) și mondială a Radio România Internațional (RRI) nu a mai fost posibilă, fiind necesară intervenția ministerului de resort cu o soluție de compromis.
La sfârșitul anilor 1990 Radio Moldova Internațional folosea doar stația Galbeni în transmisiuni în unde medii, cu o putere de 120 kW.
La nivelul anului 2001, Direcția de Radiocomunicații Iași avea, printre altele, în subordine cinci stații radio pe unde medii (UM): Rădăuți, Botoșani, Iași, Galbeni (Bacău), Bărboși (Galați) ce transmiteau programele Radio România Actualități și Radio Iași, precum și patru stații radio pe unde scurte (US) în centrul de radio Galbeni, Bacău, ce transmiteau programele Radio România Internațional și Radio România Actualități.
Centrul de emisie Galbeni face parte din rețeaua de 6 emițătoare de unde scurte a Societății Naționale de Radiocomunicații pentru transmiterea programelor de radiodifuziune externă, instalate în cele trei centre de emisie deținute: Țigănești (în număr de 3), Galbeni (2) și Săftica (1).
La nivelul anului 2006, echipamentele pentru unde scurte erau grupate în 2 x 120 și 2 x 250 kW, în timp ce pentru stația de emisie Țigănești erau de 4 x 250 kW și la Săftica de 1 x 50 și 1 x 100 kW. La toate trei erau utilizate pentru transmisia Radio România Internațional. La unde medii, stația Galbeni realiza transmisia pe frecvența 1179 kHz cu o putere de 200 kW (sau 400/200 kW după o altă sursă) cu un echipament Harris⁠(d) DX-400 tx pentru Radio România Actualități.
Emițătoarele pe unde scurte pentru RRI au fost programate pentru oprire în 18 mai 2008, ora 21:00 GMT, pentru următoarele luni cu scopul înlocuirii lor cu altele noi de 300 kW. Astfel, RRI a fost disponibil pe mai puține frecvențe, difuzate de stația Țigănești. În 4 august 2008 a fost programată pornirea noilor transmițătoare pe unde scurte și cu o putere de 300 kW de la Galbeni (300 kW SW CEC 419G Continental Electronics Corporation⁠(d) pentru unde scurte (US), model din 1992 cu tetrodă⁠(d)), însă în urma unor probleme tehnice cu unul dintre transmițătoare, nu s-a mai realizat difuzarea programelor pentru India (03:00 UTC, pe frecvența 11895 kHz), Australia (05:30 UTC, pe 17770 kHz), Europa de Vest (17:00 UTC pe 11735 kHz), Coasta de est a Americii de Nord⁠(d) (20:30 UTC pe 11940 kHz și la 22:00 UTC pe 9709 kHz). Redacția Radio România Internațional a publicat un comunicat conform căruia Societatea Națională de Radiocomunicații (RADIOCOM) lucra împreună cu furnizorul echipamentului, Continental Electronics Corporation, la remedierea defecțiunii. S-a programat scoaterea din funcțiune a transmițătoarelor vechi de la Țigănești în următoarele două luni și înlocuirea tot cu altele cu puterea de 300 kW, precum și la Săftica, cu altele de 100 kW.
Emițătorul ID 300-1 Galbeni a fost în revizie și reparație pe tot parcursul lunii octombrie 2019, la solicitarea RADIOCOM, iar BD 300-1 Țigănești s-a defectat. Nefuncționarea celor două a perturbat și transmisia digitală în standard DRM a unor programe RRI. O parte dintre emisiuni au fost transmise provizoriu de stația Săftica. În 3 iunie 2020, intrarea în revizie a stației pe unde scurte Țigănești a dus la afectarea transmisiei emisiunilor Radio România Internațional în limba franceză către Africa Centrală și Magreb, în engleză către Europa de Vest și Australia, în germană către Europa de Vest, în arabă către Magreb și în chineză către China continentală. Ca soluție pentru ascultători a fost propusă ascultarea pe frecvențele stației Galbeni, precum și pe Internet. În 23 martie 2021 revizia stației Galbeni a afectat difuzarea RRI cu emisiunile în limbile engleză pentru Africa anglofonă, franceză pentru Europa Occidentală, arabă pentru Mashrek și Maghreb, și română pentru Europa de Vest. Nu s-a propus un înlocuitor radio, ci doar Internet. În iulie 2023, ca urmare a reducerilor bugetare, Consiliul de Administrație Radio România a decis temporar renunțarea începând din 1 august 2023, la folosirea a două dintre cele 5 emițătoare RADIOCOM pentru RRI, transmisia continuându-se cu câte un emițător la Țigănești, Săftica și Galbeni și cu o frecvență în loc de două. Au fost afectate programele în limbile română, engleză, franceză, germană, spaniolă, rusă, arabă, chineză și ebraică.
Stația deține și două centre Radio Direction Finder (RDF).